# Der Fall “Utopia Planitia”
Der Fall “Utopia Planitia” (Originaltitel: Eye of the Beholder) ist die 18. Folge der siebenten Staffel der US-amerikanischen Science-Fiction-Fernsehserie Raumschiff Enterprise – Das nächste Jahrhundert. Sie wurde in den Vereinigten Staaten über Syndication vermarktet und erstmals am 28. Februar 1994 auf verschiedenen Fernsehsendern ausgestrahlt. In Deutschland war sie zum ersten Mal am 15. Juli 1994 in einer synchronisierten Fassung auf Sat.1 zu sehen.

## Handlung
Im Jahr 2370 bei Sternzeit 47623.2 begeht an Bord der Enterprise der Ingenieur Daniel Kwan Selbstmord, indem er in den Plasmastrom im Inneren einer Warp-Gondel springt. Der erste Offizier Will Riker versucht noch vergeblich, ihn aufzuhalten. Kurz vor seinem Sprung erwähnt Kwan Leute, die über ihn lachen.
Die Besatzung steht vor einem Rätsel, denn nichts deutete auf einen Todeswunsch von Kwan hin. Captain Picard ordnet deshalb eine gründliche Untersuchung an. Sicherheitschef Worf und Schiffsberaterin Deanna Troi beginnen damit, Kwans persönliche Logbücher durchzusehen. Aus diesen geht hervor, dass er Freude an seiner Arbeit hatte und eine glückliche Beziehung mit der Medizintechnikerin Fähnrich Maddy Calloway führte. Auch Calloway ist nichts Ungewöhnliches an Kwan aufgefallen, ebenso wenig seiner Kollegin Lieutenant Nara. Nach der Befragung von Nara untersucht Troi Kwans Arbeitsstation und klettert schließlich hinauf zu der Stelle, an der er in den Tod gesprungen ist. Dabei hat sie auf einmal eine extrem starke emotionale Wahrnehmung.
Troi trifft sich in ihrem Quartier mit Worf. Sie ist sich unsicher, ob ihre Wahrnehmung irgendetwas mit Kwans Tod zu tun hat. Andererseits ist dies bisher ihre einzige vage Spur. Zwischen Worf und Troi hat sich in den letzten Monaten eine gewisse Vertrautheit entwickelt und er spielt mit dem Gedanken, eine Beziehung mit ihr einzugehen. Er möchte dafür aber erst Rikers Einverständnis, da dieser einst mit Troi zusammen war. In der Bar „Zehn Vorne“ befragt er ihn auf sehr ungeschickte und verklausulierte Weise hierzu.
Später besuchen Troi und Worf noch einmal die Warp-Gondel. Worf öffnet für 90 Sekunden das Schutztor vor dem Plasmastrom. Hierdurch hat Troi erneut eine emotionale Wahrnehmung, die aber erheblich intensiver ausfällt als beim ersten Mal. In einer Vision sieht sie zunächst eine Frau, die um ihr Leben fleht, und einen böse starrenden Mann. Dann ist sie plötzlich allein in der Warp-Gondel und der Plasmastrom ist deaktiviert. Sie entdeckt eine Kiste mit der Aufschrift „Utopia Planitia“. In einem Nebenraum trifft sie auf die Frau, die sie kurz zuvor gesehen hatte, gemeinsam mit einem weiteren Mann. Die beiden küssen sich und als sie Troi bemerken, lachen sie sie aus. Die Vision endet und Troi findet sich direkt neben Worf wieder. Sie unterrichtet die Führungsoffiziere und ist sich sicher, dass sie ein Ereignis gesehen haben muss, das vor acht Jahren geschah, als die Enterprise in der Utopia-Planitia-Flottenwerft im Mars-Orbit gebaut wurde. Schiffsärztin Beverly Crusher glaubt, dass Troi diese Vision aufgrund ihrer telepathischen Fähigkeiten hatte, die sie als Halb-Betazoiden besitzt. Sie hält einen Zusammenhang mit Kwans Selbstmord für möglich, denn er war Halb-Napeaner und die Napeaner sind ebenfalls telepathisch veranlagt.
Troi versucht nun herauszufinden, wer die Personen aus ihrer Vision sind. Der starrende Mann kommt ihr irgendwie bekannt vor. Sie findet heraus, dass er Walter Pierce heißt, als Ingenieur im Maschinenraum der Enterprise arbeitet und zuvor an der Konstruktion des Schiffs beteiligt war. Troi und Worf befragen ihn, doch ihm fällt weder etwas Ungewöhnliches zu Kwan ein, noch zu seiner Zeit in der Utopia-Planitia-Werft. Sie beschließen, ihre Arbeit am nächsten Morgen fortzusetzen. Worf begleitet Troi noch in ihr Quartier. Dort kommen sie sich näher und verbringen die Nacht miteinander.
Am nächsten Morgen werden sie beide in die Krankenstation gerufen. Sie entscheiden, ihre frische Beziehung noch nicht öffentlich zu machen. Als Troi wieder geht und Worf noch zurückbleibt, ist sie etwas irritiert, als sie einen allzu vertraulichen Umgang zwischen ihm und Calloway bemerkt. Troi untersucht gemeinsam mit Nara, Chefingenieur La Forge und dem zweiten Offizier Data noch einmal die Warp-Gondel. Sie erinnert sich daran, dass sie in ihrer Vision eine geöffnete Wandverkleidung gesehen hat. Nara erinnert sich, dass Kwan am Tag vor seinem Selbstmord an der betreffenden Stelle gearbeitet hat. La Forge entfernt die Verkleidung und entdeckt dahinter menschliche Knochen. Calloway analysiert sie und kann sie einer Ingenieurin namens Marla Finn zuordnen, die vor acht Jahren auf der Utopia-Planitia-Werft als vermisst gemeldet wurde.
Für Troi passen noch einige Dinge nicht zusammen. Sie kann die Ereignisse nicht durch Kwans Augen gesehen haben, denn der war am Bau der Enterprise nicht beteiligt. Dann erinnert sie sich, dass Pierces Gesicht in ihrer Vision merkwürdig verzerrt war, und erkennt, dass sie seine Erinnerungen erlebt hat, in denen er eine Reflexion seines eigenen Gesichts gesehen hatte. Es drängt sich der Verdacht auf, dass Pierce Finn und ihren Liebhaber ermordet hat. Sie und Worf beschließen, ihn noch einmal zu befragen. Beim Verlassen der Krankenstation bemerkt Troi erneut, dass Worf sich allzu vertraulich von Calloway verabschiedet. Sie stellt ihn zur Rede, doch er versichert, dass er nur an ihr interessiert sei. Er beschließt, das Verhör allein durchzuführen. Troi geht in ihr Quartier und erhält kurz darauf unangekündigten Besuch von Pierce. Sie lässt ihn sofort verhaften und wundert sich, wo Worf abgeblieben ist. Der Computer verrät ihr, dass er sich in Calloways Quartier aufhält. Sie begibt sich dorthin und als sie eintritt, findet sie die beiden dort küssend vor. Als sie Troi bemerken, fangen sie an zu lachen. Völlig außer sich ergreift Troi einen Phaser und tötet Worf damit. Entsetzt über ihre Tat ergreift sie die Flucht. Sie begibt sich in die Warp-Gondel und starrt in den Plasmastrom. Sie ist entschlossen, zu springen, doch bevor sie dies tun kann, wird sie plötzlich von Worf zurückgehalten. Sie begreift, dass die Ereignisse der letzten Tage, an die sie sich erinnert, in Wirklichkeit nur in der Vision stattfanden, die sie in den 90 Sekunden hatte, in denen Worf das Schutztor vor dem Plasmastrom geöffnet hatte.
Data kann einige Details aus Trois Vision bestätigen. Finn wurde tatsächlich vor acht Jahren auf der Utopia-Planitia-Werft als vermisst gemeldet, gemeinsam mit Walter Pierce und Lieutenant William Hodges. Data findet außerdem heraus, dass Pierce telepathische Fähigkeiten hatte, da er eine betazoidische Großmutter hatte. La Forge kann hinter der von Troi beschriebenen Wandverkleidung keine Knochen finden, aber Zellrückstände mit einer psionischen Signatur. Troi vermutet, dass Pierce vor acht Jahren seine Freundin Finn mit ihrem Liebhaber Hodges erwischte. Er brachte sie um und vernichtete ihre Leichen im Plasmastrom der Warp-Gondel. Anschließend nahm er sich auf die gleiche Weise selbst das Leben. In den gefundenen Zellrückständen blieb offenbar ein telepathisches Abbild seiner letzten Gedanken zurück, das zunächst von Kwan und dann von Troi wahrgenommen wurde. Nach der Besprechung hat Worf noch eine Frage an Troi: Er ist verwundert, denn sie schien erleichtert, dass er noch lebt, als er sie vor dem Sprung in den Plasmastrom rettete. Sie erklärt, dass er in ihrer Vision getötet wurde, doch nach dem Täter gefragt antwortet sie ausweichend: „Niemand kann so rachsüchtig wie eine verschmähte Frau sein.“

## Verbindungen zu anderen Star-Trek-Produktionen
Die Handlung von Der Fall “Utopia Planitia” nimmt Bezug auf mehrere frühere Folgen von Raumschiff Enterprise – Das nächste Jahrhundert:
- Worf erwähnt seine Suche nach Visionen im Feuer in Folge 6.23 (Der rechtmäßige Erbe).
- Die in Folge 7.09 (Die Raumkatastrophe) eingeführte Geschwindigkeitsbegrenzung für Föderationsraumschiffe wird hier noch einmal kurz erwähnt.
- Die Romanze zwischen Troi und Worf, die in Folge 7.11 (Parallelen) ihren Anfang nahm, wird hier fortgeführt.

Daniel Kwan ist der erste Napeaner, der im Star-Trek-Franchise auftritt. Weitere Napeaner sind in mehreren Folgen von Star Trek: Deep Space Nine und Star Trek: Lower Decks als Hintergrundfiguren zu sehen.

## Produktion

### Darsteller
Mark Rolston, Darsteller von Walter Pierce, spielte auch Kuroda Lor-ehn und Captain Magh in den Folgen 2.17 (Canamar) und 4.06 (Die Augments) von Star Trek: Enterprise.
Nora Leonhardt hat hier als Marla Finn ihre einzige Sprechrolle im Star-Trek-Franchise. Sie wirkte außerdem in zahlreichen Folgen von Raumschiff Enterprise – Das nächste Jahrhundert und Star Trek: Raumschiff Voyager sowie in zwei Star-Trek-Spielfilmen als Statistin und Lichtdouble mit.

### Kulissen und Requisiten

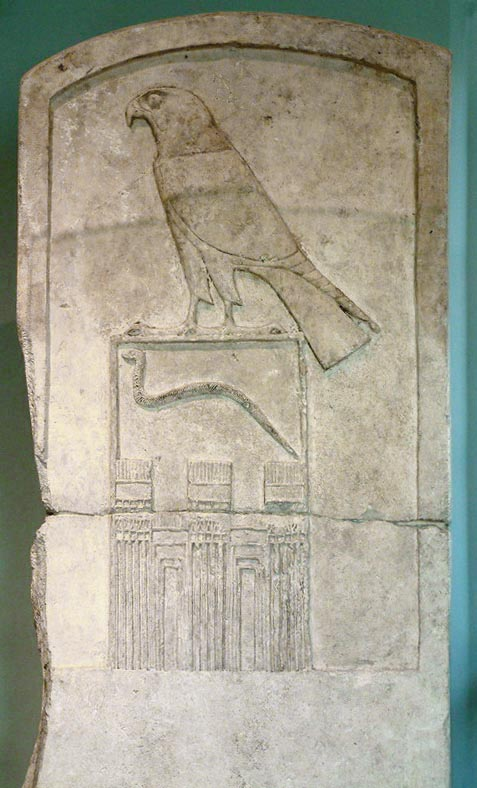
Grabstele des Wadji aus Abydos, Vorbild für das napeanische Kunstwerk

In dieser Folge ist erstmals das Innere einer Warp-Gondel der Enterprise zu sehen.
Ein Kunstwerk in Kwans Quartier, das als „napeanische Kunst“ bezeichnet wird, ist eigentlich eine Replik der Grabstele des altägyptischen Pharao Wadji.

## Rezeption
Keith DeCandido bewertete Der Fall “Utopia Planitia” 2013 auf tor.com als eine durchschnittliche Folge von Raumschiff Enterprise – Das nächste Jahrhundert, die ein interessantes Rätsel bietet, aber letztlich keinen besonderen Eindruck hinterlässt. Die Schauspielleistung von Johanna McCloy fand er eher schwach und durch das Casting von Mark Rolston sei von Anfang an offensichtlich, dass Pierce der Bösewicht der Folge ist.